# Železniční muzeum moravskoslezské
Železniční muzeum moravskoslezské ,o.p.s, je muzeum se sídlem v Ostravě. Bylo založeno v červnu 2012. Jeho prostory se nacházejí v historické výpravní budově železniční stanice Ostrava střed. Je to nezisková obecně prospěšná společnost, která se zabývá shromažďováním historických písemných dokumentů (jízdní řády, předpisy, časopisy, knihy), historického obrazového materiálu (fotografií, výkresů, filmů) a zařízení s železniční tematikou. Součástí je i modelová železnice, simulační trenažéry. Vznik Železničního muzea moravskoslezského podporovalo statutární město Ostrava, Moravskoslezský kraj a Správa železniční dopravní cesty. Hlavní partnerem jsou České dráhy. Základní výstava byla pod názvem Historie železniční dopravy na Ostravsku v 18. a 19. století.